# PR-554
A Rodovia PR-554 é uma estrada pertencente ao governo do Paraná que liga a rodovia PR-323 à rodovia PR-498 (antiga PR-467), passando pela cidade de São Jorge do Ivaí.

## Denominação
- Rodovia Prefeito Dr. Hermínio Takatuji, em toda a sua extensão, de acordo com a Lei Estadual 12.545 de 25/01/1999.[1]

## Trechos da Rodovia
A rodovia possui uma extensão total de aproximadamente 36,7 km, podendo ser dividida em 2 trechos, conforme listados a seguir:
| Ponto de referência                      | Extensão do trecho | Extensão acumulada | Situação    |
| ---------------------------------------- | ------------------ | ------------------ | ----------- |
| Entroncamento PR-323                     | ---                | 0 km               | ---         |
| São Jorge do Ivaí (Entroncamento PR-552) | 18,3 km            | 18,3 km            | Pavimentado |
| Entroncamento PR-498                     | 18,4 km            | 36,7 km            | Pavimentado |

Extensão pavimentada: 36,7 km (100,00%)
Extensão duplicada: 0,0 km (0,00%)